# Muziic
Muziik är en mediespelare framtagen av 15-åriga David Nelson och hans pappa Mark från USA. Det som skiljer Muziik från andra tjänster som erbjuder strömmande musik är att alla låtar hämtas från Youtube. När man laddar ner Muziic följer det ett program för att skapa egna Mp3 filer. Programmet är också Apples Iphone och Ipod Touch versioner.